# Record du Maroc de natation messieurs du 50 mètres brasse
 (janvier 2012).
Si vous disposez d'ouvrages ou d'articles de référence ou si vous connaissez des sites web de qualité traitant du thème abordé ici, merci de compléter l'article en donnant les références utiles à sa vérifiabilité et en les liant à la section « Notes et références ».
Cet article présente l'évolution du record du Maroc de natation messieurs du 50 mètres brasse.

## Bassin de 50 mètres
| Temps   | Athlète     | Naissance | Âge | Club | Compétition           | Lieu       | Date            |
| ------- | ----------- | --------- | --- | ---- | --------------------- | ---------- | --------------- |
| 29 s 84 | Adil Bellaz |           |     | USCM | Championnats du Maroc | Casablanca | 31 juillet 2003 |